# Deuxième circonscription de la Savoie
La deuxième circonscription de la Savoie est l'une des quatre circonscriptions législatives françaises que compte le département de la Savoie (73) situé en région Auvergne-Rhône-Alpes.

## Description géographique et démographique

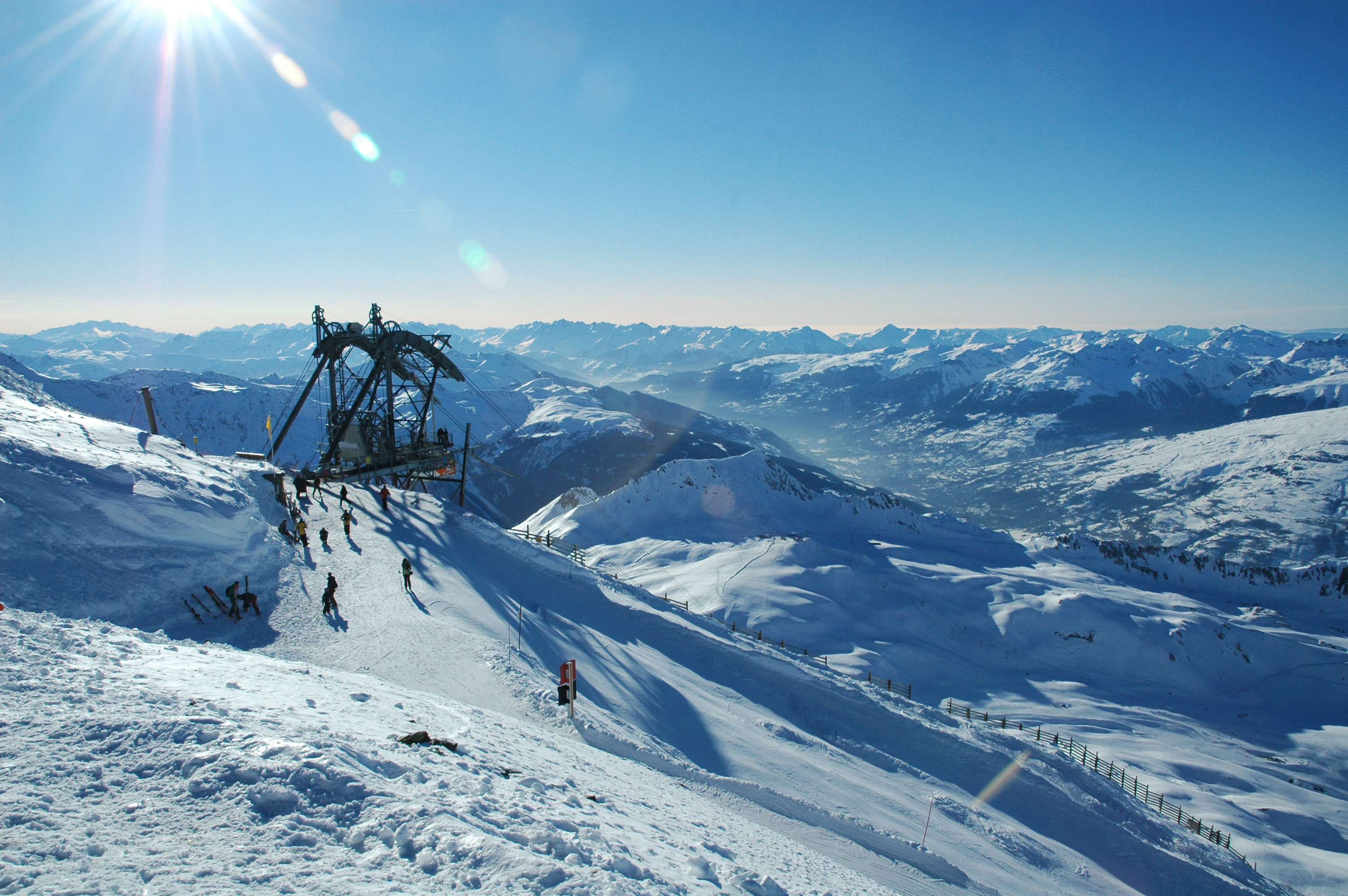
Vue de la vallée de la Tarentaise, principale vallée de la circonscription.

### De 1958 à 1986
Le département avait trois circonscriptions.
La deuxième circonscription de la Savoie était composée de :
- canton d'Aime
- canton d'Albertville
- canton de Beaufort-sur-Doron
- canton de Bourg-Saint-Maurice
- canton de Bozel
- canton de Grésy-sur-Isère
- canton de Moûtiers
- canton d'Ugine

Source : Journal Officiel du 14-15 Octobre 1958.

### Depuis 1988
La deuxième circonscription de la Savoie à d'abord été délimitée par le découpage électoral de la loi no 86-1197 du 24 novembre 1986
 et regroupait les divisions administratives suivantes : 
- canton d'Aime
- canton d'Albertville-Nord
- canton d'Albertville-Sud
- canton de Beaufort-sur-Doron
- canton de Bourg-Saint-Maurice
- canton de Bozel
- canton de Grésy-sur-Isère
- canton de Moûtiers
- canton de Saint-Pierre-d'Albigny
- canton d'Ugine

Depuis l'ordonnance no 2009-935 du 29 juillet 2009 ratifiée par le Parlement français le 21 janvier 2010 et depuis le redécoupage cantonal de 2014, elle regroupe les divisions administratives suivantes :
- Canton d'Albertville-1 ;
- Canton d'Albertville-2 (fraction) ;
- Canton de Bourg-Saint-Maurice ;
- Canton de Moûtiers ;
- Canton d'Ugine.

Géographiquement, cette circonscription comprend la vallée de la Tarentaise et ses hauteurs, d'Albertville à Val-d'Isère en passant par Moûtiers et Bourg-Saint-Maurice, ainsi que la commune d'Ugine, le val d'Arly et les massifs du Beaufortain et de la Vanoise.
D'après le recensement de la population de 2008 réalisé par l'Institut national de la statistique et des études économiques (INSEE), la population totale de cette circonscription est estimée à 101 402 habitants.

## Historique des députations
| Législature | Début de mandat | Fin de mandat  | Député                                                     | Parti politique | Observations                                                                           |
| ----------- | --------------- | -------------- | ---------------------------------------------------------- | --------------- | -------------------------------------------------------------------------------------- |
| IXe         | 23 juin 1988    | 1er avril 1993 | Michel Barnier                                             | RPR             |                                                                                        |
| Xe          | 2 avril 1993    | 21 avril 1997  | Michel Barnier, puis Hervé Gaymard, puis Auguste Picollet, | RPR,            | Mandat écourté à la suite d'une dissolution parlementaire décidée par Jacques Chirac.  |
| XIe         | 12 juin 1997    | 18 juin 2002   | Hervé Gaymard                                              | RPR             |                                                                                        |
| XIIe        | 19 juin 2002    | 19 juin 2007   | Hervé Gaymard                                              | UMP             |                                                                                        |
| XIIIe       | 20 juin 2007    | 19 juin 2012   | Hervé Gaymard                                              | UMP             |                                                                                        |
| XIVe        | 20 juin 2012    | 20 juin 2017   | Hervé Gaymard                                              | UMP             |                                                                                        |
| XVe         | 21 juin 2017    | 21 juin 2022   | Vincent Rolland                                            | LR              |                                                                                        |
| XVIe        | 22 juin 2022    | 9 juin 2024    | Vincent Rolland                                            | LR              | Mandat écourté à la suite d'une dissolution parlementaire décidée par Emmanuel Macron. |
| XVIIe       | 8 juillet 2024  | En cours       | Vincent Rolland                                            | LR              |                                                                                        |

## Historique des élections

### Élections de 1958
| Candidat       | Candidat            | Parti          | Premier tour | Premier tour | Second tour | Second tour |  |
| Candidat       | Candidat            | Parti          | Voix         | %            | Voix        | %           |  |
| -------------- | ------------------- | -------------- | ------------ | ------------ | ----------- | ----------- |  |
|                | Joseph Fontanet élu | MRP            | 12 402       | 40,39        | 19 428      | 71,64       |  |
|                | Jules Bianco        | Radsoc         | 6 271        | 20,42        | Retrait     | Retrait     |  |
|                | Marcel Rochaix      | PCF            | 5 543        | 18,05        | 7 692       | 28,36       |  |
|                | Bernard de Poret    | UNR            | 4 552        | 14,82        | Retrait     | Retrait     |  |
|                | Charles Minjoz      | SFIO           | 1 940        | 6,32         | Retrait     | Retrait     |  |
|                |                     |                |              |              |             |             |  |
| Inscrits       | Inscrits            | Inscrits       | 43 025       | 100,00       | 43 074      | 100,00      |  |
| Abstentions    | Abstentions         | Abstentions    | 11 939       | 27,75        | 14 258      | 33,1        |  |
| Votants        | Votants             | Votants        | 31 086       | 72,25        | 28 816      | 66,9        |  |
| Blancs et nuls | Blancs et nuls      | Blancs et nuls | 378          | 1,22         | 1 696       | 5,89        |  |
| Exprimés       | Exprimés            | Exprimés       | 30 708       | 98,78        | 27 120      | 94,11       |  |

Léon Delemontex, adjoint au maire d'Ugine était le suppléant de Joseph Fontanet.

### Élections de 1962
|                | Joseph Fontanet sortant réélu | MRP            | 14 556 | 60,45  |  |  |  |
|                | Marcel Rochaix                | PCF            | 7 059  | 29,32  |  |  |  |
|                | Olivier Desfosset             | SFIO           | 2 464  | 10,23  |  |  |  |
|                |                               |                |        |        |  |  |  |
| Inscrits       | Inscrits                      | Inscrits       | 43 622 | 100,00 |  |  |  |
| Abstentions    | Abstentions                   | Abstentions    | 18 319 | 41,99  |  |  |  |
| Votants        | Votants                       | Votants        | 25 303 | 58,01  |  |  |  |
| Blancs et nuls | Blancs et nuls                | Blancs et nuls | 1 224  | 4,84   |  |  |  |
| Exprimés       | Exprimés                      | Exprimés       | 24 079 | 95,16  |  |  |  |

Georges Peizerat, ingénieur, maire de Grand-Cœur était suppléant de Joseph Fontanet.

### Élections de 1967
| Candidat       | Candidat                      | Parti          | Premier tour | Premier tour | Second tour | Second tour |  |
| Candidat       | Candidat                      | Parti          | Voix         | %            | Voix        | %           |  |
| -------------- | ----------------------------- | -------------- | ------------ | ------------ | ----------- | ----------- |  |
|                | Joseph Fontanet sortant réélu | CD (PDM)       | 9 272        | 27,53        | 17 798      | 54,55       |  |
|                | Marcel Rochaix                | PCF            | 8 812        | 26,16        | 14 828      | 45,45       |  |
|                | Bernard de Poret              | UD-Ve          | 6 876        | 20,41        | Retrait     | Retrait     |  |
|                | Alexis Borrel                 | Modérés        | 4 433        | 13,16        |             |             |  |
|                | Émile Godet                   | PSU            | 4 290        | 12,74        |             |             |  |
|                |                               |                |              |              |             |             |  |
| Inscrits       | Inscrits                      | Inscrits       | 45 305       | 100,00       | 45 304      | 100,00      |  |
| Abstentions    | Abstentions                   | Abstentions    | 11 233       | 24,79        | 11 282      | 24,9        |  |
| Votants        | Votants                       | Votants        | 34 072       | 75,21        | 34 022      | 75,1        |  |
| Blancs et nuls | Blancs et nuls                | Blancs et nuls | 389          | 1,14         | 1 396       | 4,1         |  |
| Exprimés       | Exprimés                      | Exprimés       | 33 683       | 98,86        | 32 626      | 95,9        |  |

Georges Peizerat était suppléant de Joseph Fontanet.

### Élections de 1968
| Candidat       | Candidat                      | Parti          | Premier tour | Premier tour | Second tour | Second tour |  |
| Candidat       | Candidat                      | Parti          | Voix         | %            | Voix        | %           |  |
| -------------- | ----------------------------- | -------------- | ------------ | ------------ | ----------- | ----------- |  |
|                | Joseph Fontanet sortant réélu | CD (PDM)       | 9 604        | 28,96        | 17 200      | 52,78       |  |
|                | Marcel Rochaix                | PCF            | 8 544        | 25,77        | 11 247      | 34,51       |  |
|                | Victor Coudurier              | UDR (URP)      | 7 799        | 23,52        | Retrait     | Retrait     |  |
|                | Alexis Borrel                 | Modérés        | 4 818        | 14,53        | 4 144       | 12,72       |  |
|                | Jean-Claude Gheno             | PSU            | 2 396        | 7,23         |             |             |  |
|                |                               |                |              |              |             |             |  |
| Inscrits       | Inscrits                      | Inscrits       | 45 717       | 100,00       | 45 714      | 100,00      |  |
| Abstentions    | Abstentions                   | Abstentions    | 12 245       | 26,78        | 12 573      | 27,5        |  |
| Votants        | Votants                       | Votants        | 33 472       | 73,22        | 33 141      | 72,5        |  |
| Blancs et nuls | Blancs et nuls                | Blancs et nuls | 311          | 0,93         | 550         | 1,66        |  |
| Exprimés       | Exprimés                      | Exprimés       | 33 161       | 99,07        | 32 591      | 98,34       |  |

Le suppléant de Joseph Fontanet était Georges Peizerat. Georges Peizerat remplaça Joseph Fontanet, nommé membre du gouvernement, du 23 juillet 1969 au 1er avril 1973.

### Élections de 1973
| Candidat       | Candidat                      | Parti          | Premier tour | Premier tour | Second tour | Second tour |  |
| Candidat       | Candidat                      | Parti          | Voix         | %            | Voix        | %           |  |
| -------------- | ----------------------------- | -------------- | ------------ | ------------ | ----------- | ----------- |  |
|                | Joseph Fontanet sortant réélu | CDP (URP)      | 14 925       | 40,97        | 20 538      | 55,52       |  |
|                | Marcel Rochaix                | PCF            | 9 144        | 25,1         | 16 457      | 44,48       |  |
|                | Maurice Blanc                 | PS (UGSD)      | 7 261        | 19,93        | Retrait     | Retrait     |  |
|                | Sixte de Menthon              | MR             | 2 910        | 7,99         |             |             |  |
|                | Charles Denu                  | Divers droite  | 2 193        | 6,02         |             |             |  |
|                |                               |                |              |              |             |             |  |
| Inscrits       | Inscrits                      | Inscrits       | 48 907       | 100,00       | 48 901      | 100,00      |  |
| Abstentions    | Abstentions                   | Abstentions    | 11 921       | 24,37        | 10 422      | 21,31       |  |
| Votants        | Votants                       | Votants        | 36 986       | 75,63        | 38 479      | 78,69       |  |
| Blancs et nuls | Blancs et nuls                | Blancs et nuls | 553          | 1,5          | 1 484       | 3,86        |  |
| Exprimés       | Exprimés                      | Exprimés       | 36 433       | 98,5         | 36 995      | 96,14       |  |

Gaston Moiroud, DVD était également candidat.
Georges Peizerat était suppléant de Joseph Fontanet. Il le remplace du 6 mai 1973 au 12 juillet 1974, quand Joseph Fontanet est nommé membre du gouvernement.

### Élection partielle du 30 septembre et 6 octobre 1974
À la suite de la démission de Georges Peizerat le 12 juillet 1974, une élection partielle est organisée.
| Candidat                                              | Candidat                | Parti                | Premier tour | Premier tour | Second tour | Second tour |  |
| Candidat                                              | Candidat                | Parti                | Voix         | %            | Voix        | %           |  |
| ----------------------------------------------------- | ----------------------- | -------------------- | ------------ | ------------ | ----------- | ----------- |  |
|                                                       | Joseph Fontanet sortant | CDP (Maj. prés.)     | 11 964       | 37,89        | 15 148      | 41,64       |  |
|                                                       | Maurice Blanc élu       | PS                   | 9 922        | 31,42        | 21 232      | 58,36       |  |
|                                                       | Marcel Rochaix          | PCF                  | 8 186        | 25,93        | Retrait     | Retrait     |  |
|                                                       | Charles Denu            | Divers droite (Maj.) | 1 249        | 3,95         |             |             |  |
|                                                       | Roland Calmel           | LO                   | 132          | 0,41         |             |             |  |
|                                                       | Jean Merlo              | Extrême gauche (OCI) | 116          | 0,36         |             |             |  |
|                                                       |                         |                      |              |              |             |             |  |
| Inscrits                                              | Inscrits                | Inscrits             | 51 741       | 100,00       | 51 720      | 100,00      |  |
| Abstentions                                           | Abstentions             | Abstentions          | 19 770       | 38,21        | 14 875      | 28,76       |  |
| Votants                                               | Votants                 | Votants              | 31 971       | 61,79        | 36 845      | 71,24       |  |
| Blancs et nuls                                        | Blancs et nuls          | Blancs et nuls       | 402          | 1,26         | 465         | 1,26        |  |
| Exprimés                                              | Exprimés                | Exprimés             | 31 569       | 98,74        | 36 380      | 98,74       |  |
| Source : Le Monde, éditions des 1er et 8 octobre 1974 |                         |                      |              |              |             |             |  |

Son suppléant était Francis Pouget, Inspecteur des PTT, de Moûtiers.

### Élections de 1978
| Candidat       | Candidat              | Parti          | Premier tour | Premier tour | Second tour | Second tour |  |
| Candidat       | Candidat              | Parti          | Voix         | %            | Voix        | %           |  |
| -------------- | --------------------- | -------------- | ------------ | ------------ | ----------- | ----------- |  |
|                | Michel Barnier élu    | RPR            | 22 016       | 49,05        | 26 154      | 54,37       |  |
|                | Maurice Blanc sortant | PS             | 11 549       | 25,73        | 21 952      | 45,63       |  |
|                | Marcel Rochaix        | PCF            | 10 151       | 22,62        | Retrait     | Retrait     |  |
|                | Monique Monnerais     | LO             | 1 164        | 2,59         |             |             |  |
|                | M. Mousselard         | Divers droite  | 5            | 0,01         |             |             |  |
|                |                       |                |              |              |             |             |  |
| Inscrits       | Inscrits              | Inscrits       | 57 897       | 100,00       | 57 887      | 100,00      |  |
| Abstentions    | Abstentions           | Abstentions    | 12 153       | 20,99        | 9 144       | 15,8        |  |
| Votants        | Votants               | Votants        | 45 744       | 79,01        | 48 743      | 84,2        |  |
| Blancs et nuls | Blancs et nuls        | Blancs et nuls | 859          | 1,88         | 637         | 1,31        |  |
| Exprimés       | Exprimés              | Exprimés       | 44 885       | 98,12        | 48 106      | 98,69       |  |

Auguste Picollet, artisan, conseiller municipal d'Albertville était suppléant de Michel Barnier.

### Élections de 1981
|                | Michel Barnier sortant réélu | RPR (UNM)      | 22 665 | 55,33  |  |  |  |
|                | Robert Collombier            | PS             | 11 081 | 27,05  |  |  |  |
|                | Marcel Rochaix               | PCF            | 6 110  | 14,92  |  |  |  |
|                | Paul Reynard                 | MÉP            | 1 106  | 2,70   |  |  |  |
|                |                              |                |        |        |  |  |  |
| Inscrits       | Inscrits                     | Inscrits       | 60 591 | 100,00 |  |  |  |
| Abstentions    | Abstentions                  | Abstentions    | 19 384 | 31,99  |  |  |  |
| Votants        | Votants                      | Votants        | 41 207 | 68,01  |  |  |  |
| Blancs et nuls | Blancs et nuls               | Blancs et nuls | 245    | 0,59   |  |  |  |
| Exprimés       | Exprimés                     | Exprimés       | 40 962 | 99,41  |  |  |  |

Auguste Picollet était suppléant de Michel Barnier.

### Élections de 1988
|                | Michel Barnier sortant réélu | RPR (URC)      | 27 871 | 64,2   |  |  |  |
|                | Robert Collombier            | PS             | 10 472 | 24,12  |  |  |  |
|                | Joseph Fresno                | PCF            | 3 158  | 7,27   |  |  |  |
|                | Jean-Marie Barbier           | FN             | 1 910  | 4,4    |  |  |  |
|                |                              |                |        |        |  |  |  |
| Inscrits       | Inscrits                     | Inscrits       | 69 445 | 100,00 |  |  |  |
| Abstentions    | Abstentions                  | Abstentions    | 25 559 | 36,8   |  |  |  |
| Votants        | Votants                      | Votants        | 43 886 | 63,2   |  |  |  |
| Blancs et nuls | Blancs et nuls               | Blancs et nuls | 475    | 1,08   |  |  |  |
| Exprimés       | Exprimés                     | Exprimés       | 43 411 | 98,92  |  |  |  |

Le suppléant de Michel Barnier était Albert Gibello, assistant parlementaire, conseiller général, maire d'Albertville.

### Élections de 1993
|                | Michel Barnier sortant réélu | RPR (UPF)      | 27 652 | 60,16  |  |  |  |
|                | Louis Bertrand               | PCF            | 4 887  | 10,63  |  |  |  |
|                | Marie-Claude Wicker          | FN             | 4 320  | 9,4    |  |  |  |
|                | Pierre Bonhomme              | PS (ADFP)      | 3 909  | 8,5    |  |  |  |
|                | Bernard Turpin               | Les Verts (EÉ) | 3 259  | 7,09   |  |  |  |
|                | Daniel Wiltgen               | LT-LNÉ         | 975    | 2,12   |  |  |  |
|                | Roger Sibuet                 | Divers droite  | 598    | 1,3    |  |  |  |
|                | Frédéric Berger              | Divers droite  | 364    | 0,79   |  |  |  |
|                |                              |                |        |        |  |  |  |
| Inscrits       | Inscrits                     | Inscrits       | 73 018 | 100,00 |  |  |  |
| Abstentions    | Abstentions                  | Abstentions    | 25 176 | 34,48  |  |  |  |
| Votants        | Votants                      | Votants        | 47 842 | 65,52  |  |  |  |
| Blancs et nuls | Blancs et nuls               | Blancs et nuls | 1 878  | 3,93   |  |  |  |
| Exprimés       | Exprimés                     | Exprimés       | 45 964 | 96,07  |  |  |  |

Le suppléant de Michel Barnier était Hervé Gaymard. Hervé Gaymard remplace Michel Barnier, nommé membre du gouvernement, du 2 mai 1993 au 6 juin 1995, date à laquelle il démissionne, étant lui-même nommé membre du gouvernement.

### Élection législative partielle du 9 et du 16 juillet 1995
Au premier tour, sont candidats :
- Hervé Gaymard, RPR
- Maurice Martinet, Alliance populaire (Extrême droite)
- Philippe Perrier, PCF
- Alain Simon-Chautemps, PS
- Marie-Claude Wicker, FN

Hervé Gaymard est élu le 16 juillet. Au pré tour, il avait rassemblé 55 % des suffrages exprimés, mais ne totalisait que 17 % des inscrits.
Hervé Gaymard étant membre du gouvernement, il est remplacé du 17 août 1995 au 21 avril 1997 par son suppléant Auguste Picollet, conseiller général du canton d'Aime.

### Élections de 1997
| Candidat       | Candidat          | Parti          | Premier tour | Premier tour | Second tour | Second tour |  |
| Candidat       | Candidat          | Parti          | Voix         | %            | Voix        | %           |  |
| -------------- | ----------------- | -------------- | ------------ | ------------ | ----------- | ----------- |  |
|                | Hervé Gaymard élu | RPR            | 16 276       | 37,23        | 24 920      | 53,87       |  |
|                | André Vairetto    | PS             | 9 378        | 21,45        | 21 336      | 46,13       |  |
|                | Gérard Trouillard | FN             | 5 673        | 12,98        |             |             |  |
|                | Louis Bertrand    | PCF            | 4 975        | 11,38        |             |             |  |
|                | Michel Roulet     | Les Verts      | 1 978        | 4,52         |             |             |  |
|                | Benjamin Berthel  | GÉ             | 1 072        | 2,45         |             |             |  |
|                | Rémy Pellegrin    | Régionaliste   | 977          | 2,23         |             |             |  |
|                | Gérard Maudrux    | Divers         | 922          | 2,11         |             |             |  |
|                | Jean Sillon       | LDI (MPF)      | 639          | 1,46         |             |             |  |
|                | Renée Laurent     | PT             | 406          | 0,93         |             |             |  |
|                | Michel Mahler     | Divers         | 379          | 0,87         |             |             |  |
|                | Frédéric Berger   | Extrême droite | 311          | 0,71         |             |             |  |
|                | Jean Dussy        | US4J           | 309          | 0,71         |             |             |  |
|                | Alain Fauck       | IR             | 282          | 0,65         |             |             |  |
|                | Stéphane Gosselin | Extrême droite | 139          | 0,32         |             |             |  |
|                |                   |                |              |              |             |             |  |
| Inscrits       | Inscrits          | Inscrits       | 74 483       | 100,00       | 74 471      | 100,00      |  |
| Abstentions    | Abstentions       | Abstentions    | 27 642       | 37,11        | 25 382      | 34,08       |  |
| Votants        | Votants           | Votants        | 46 841       | 62,89        | 49 089      | 65,92       |  |
| Blancs et nuls | Blancs et nuls    | Blancs et nuls | 3 125        | 6,67         | 2 833       | 5,77        |  |
| Exprimés       | Exprimés          | Exprimés       | 43 716       | 93,33        | 46 256      | 94,23       |  |

Le suppléant d'Hervé Gaymard était Auguste Picollet.

### Élections de 2002
|                | Hervé Gaymard sortant réélu | UMP               | 24 232 | 50,92  |  |  |  |
|                | André Vairetto              | PS                | 11 749 | 24,69  |  |  |  |
|                | Bernadette Sondaz           | FN                | 4 651  | 9,77   |  |  |  |
|                | Philippe Perrier            | PCF               | 1 981  | 4,16   |  |  |  |
|                | Danielle Rabiller           | Les Verts         | 1 521  | 3,2    |  |  |  |
|                | Guy Martin                  | S&P               | 1 122  | 2,36   |  |  |  |
|                | Mireille Bouvier            | Divers écologiste | 457    | 0,96   |  |  |  |
|                | Catherine Brun              | LO                | 439    | 0,92   |  |  |  |
|                | Armelle Leroy               | Divers écologiste | 431    | 0,91   |  |  |  |
|                | Sonia Stebler               | Pôle républicain  | 356    | 0,75   |  |  |  |
|                | Gérard Trouillard           | MNR               | 318    | 0,67   |  |  |  |
|                | Pierre Biguet               | LO                | 221    | 0,46   |  |  |  |
|                | Josiane Gallerini           | GÉ                | 112    | 0,24   |  |  |  |
|                | Frédéric Berger             | Divers droite     | 0      | 0      |  |  |  |
|                |                             |                   |        |        |  |  |  |
| Inscrits       | Inscrits                    | Inscrits          | 79 193 | 100,00 |  |  |  |
| Abstentions    | Abstentions                 | Abstentions       | 30 903 | 39,02  |  |  |  |
| Votants        | Votants                     | Votants           | 48 290 | 60,98  |  |  |  |
| Blancs et nuls | Blancs et nuls              | Blancs et nuls    | 700    | 1,45   |  |  |  |
| Exprimés       | Exprimés                    | Exprimés          | 47 590 | 98,55  |  |  |  |

Le suppléant d'Hervé Gaymard était Vincent Rolland, moniteur de ski, adjoint au maire de Pralognan-la-Vanoise, conseiller général du canton de Bozel. Vincent Rolland remplaça Hervé Gaymard, nommé membre du gouvernement, du 19 juillet 2002 au 19 juin 2007.

### Élections de 2007
|                | Hervé Gaymard sortant réélu | UMP               | 24 046 | 50,93  |  |  |  |
|                | André Vairetto              | PS                | 11 523 | 24,41  |  |  |  |
|                | Jean-Francois Girard        | UDF–MoDem         | 2 867  | 6,07   |  |  |  |
|                | Robert Bonnet-Ligeon        | FN                | 1 990  | 4,22   |  |  |  |
|                | Alexandra Cusey             | Les Verts         | 1 806  | 3,83   |  |  |  |
|                | Gilles Cointy               | PCF               | 1 578  | 3,34   |  |  |  |
|                | Oriane Champanhet           | LCR               | 1 062  | 2,25   |  |  |  |
|                | Jérôme Walle                | MHAN              | 525    | 1,11   |  |  |  |
|                | Philippe Poncet             | Divers            | 522    | 1,11   |  |  |  |
|                | David Gros                  | MPF               | 428    | 0,91   |  |  |  |
|                | Sylvie Tripier-Berlioz      | Divers            | 334    | 0,71   |  |  |  |
|                | Catherine Brun              | LO                | 238    | 0,5    |  |  |  |
|                | Maurice Martinet            | Extrême droite    | 152    | 0,32   |  |  |  |
|                | Marie-Thérèse Berger        | Divers droite     | 124    | 0,26   |  |  |  |
|                | Alain Ract                  | Régionaliste (LS) | 15     | 0,03   |  |  |  |
|                |                             |                   |        |        |  |  |  |
| Inscrits       | Inscrits                    | Inscrits          | 84 730 | 100,00 |  |  |  |
| Abstentions    | Abstentions                 | Abstentions       | 36 738 | 43,36  |  |  |  |
| Votants        | Votants                     | Votants           | 47 992 | 56,64  |  |  |  |
| Blancs et nuls | Blancs et nuls              | Blancs et nuls    | 782    | 1,63   |  |  |  |
| Exprimés       | Exprimés                    | Exprimés          | 47 210 | 98,37  |  |  |  |

### Élections de 2012
| Candidat       | Candidat                    | Parti              | Premier tour | Premier tour | Second tour | Second tour |  |
| Candidat       | Candidat                    | Parti              | Voix         | %            | Voix        | %           |  |
| -------------- | --------------------------- | ------------------ | ------------ | ------------ | ----------- | ----------- |  |
|                | Hervé Gaymard sortant réélu | UMP                | 18 702       | 45,88        | 21 198      | 58,19       |  |
|                | François Rieu               | PS                 | 10 856       | 26,63        | 15 230      | 41,81       |  |
|                | Robert Bonnet Ligeon        | RBM (FN)           | 5 430        | 13,32        |             |             |  |
|                | Henri Morandini             | FG (Divers gauche) | 2 863        | 7,02         |             |             |  |
|                | Yves Paccalet               | EÉLV               | 2 252        | 5,53         |             |             |  |
|                | Thierry Bardagi             | AÉI                | 274          | 0,67         |             |             |  |
|                | Orianne Champanhet          | NPA                | 259          | 0,64         |             |             |  |
|                | Alexandre Demeure           | LO                 | 123          | 0,30         |             |             |  |
|                |                             |                    |              |              |             |             |  |
| Inscrits       | Inscrits                    | Inscrits           | 75 056       | 100,00       | 75 062      | 100,00      |  |
| Abstentions    | Abstentions                 | Abstentions        | 33 845       | 45,09        | 37 658      | 50,17       |  |
| Votants        | Votants                     | Votants            | 41 211       | 54,91        | 37 404      | 49,83       |  |
| Blancs et nuls | Blancs et nuls              | Blancs et nuls     | 452          | 1,1          | 976         | 2,61        |  |
| Exprimés       | Exprimés                    | Exprimés           | 40 759       | 98,9         | 36 428      | 97,39       |  |

### Élections de 2017
|                                                                           |                                                                              |                           |                           |                          |                          |
|                                                                           |                                                                              | Premier tour 11 juin 2017 | Premier tour 11 juin 2017 | Second tour 18 juin 2017 | Second tour 18 juin 2017 |
|                                                                           |                                                                              |                           |                           |                          |                          |
|                                                                           |                                                                              | Nombre                    | % des inscrits            | Nombre                   | % des inscrits           |
| Inscrits                                                                  | Inscrits                                                                     | 76 011                    | 100,00                    | 76 029                   | 100,00                   |
| Abstentions                                                               | Abstentions                                                                  | 43 612                    | 57,38                     | 48 545                   | 63,85                    |
| Votants                                                                   | Votants                                                                      | 32 399                    | 42,62                     | 27 484                   | 36,15                    |
|                                                                           |                                                                              |                           | % des votants             |                          | % des votants            |
| Bulletins blancs                                                          | Bulletins blancs                                                             | 552                       | 1,70                      | 2 072                    | 7,54                     |
| Bulletins nuls                                                            | Bulletins nuls                                                               | 188                       | 0,58                      | 789                      | 2,87                     |
| Suffrages exprimés                                                        | Suffrages exprimés                                                           | 31 659                    | 97,72                     | 24 623                   | 89,59                    |
|                                                                           |                                                                              |                           |                           |                          |                          |
| Candidat Étiquette politique (partis et alliances)                        | Candidat Étiquette politique (partis et alliances)                           | Voix                      | % des exprimés            | Voix                     | % des exprimés           |
|                                                                           |                                                                              |                           |                           |                          |                          |
|                                                                           | Vincent Rolland Les Républicains (Union des démocrates et indépendants)      | 10 406                    | 32,87                     | 14 076                   | 57,17                    |
|                                                                           | Philipe Troutot Majorité présidentielle                                      | 8 253                     | 26,07                     | 10 547                   | 42,83                    |
|                                                                           | Jean-Marie Garcin Front national                                             | 3 880                     | 12,26                     |                          |                          |
|                                                                           | Viviane Nogues La France insoumise                                           | 3 864                     | 12,21                     |                          |                          |
|                                                                           | Yves Durieux Europe Écologie Les Verts                                       | 1 876                     | 5,93                      |                          |                          |
|                                                                           | Nataline Chareyron Parti communiste français                                 | 840                       | 2,65                      |                          |                          |
|                                                                           | Elvire Blanc Debout la France                                                | 590                       | 1,86                      |                          |                          |
|                                                                           | Mireille Frêne Divers (Parti animaliste)                                     | 495                       | 1,56                      |                          |                          |
|                                                                           | Colette Biguet Divers (Savoie fédérale)                                      | 430                       | 1,36                      |                          |                          |
|                                                                           | Carla Bérard Écologiste (Confédération pour l'homme, l'animal et la planète) | 419                       | 1,32                      |                          |                          |
|                                                                           | Lauriane Mollier Divers (Union populaire républicaine)                       | 249                       | 0,79                      |                          |                          |
|                                                                           | Hugo Merzisen Lutte ouvrière                                                 | 196                       | 0,62                      |                          |                          |
|                                                                           | Abdullah Sen Divers (Parti égalité et justice)                               | 161                       | 0,51                      |                          |                          |
| Source : Ministère de l'Intérieur - Deuxième circonscription de la Savoie |                                                                              |                           |                           |                          |                          |

### Élections de 2022
Les élections législatives françaises de 2022 se déroulent les dimanches 12 et 19 juin 2022.
| Résultats des élections législatives des 12 et 19 juin 2022 de la 2e circonscription de Savoie |                          |                          |              |              |             |             |
| Candidat                                                                                       | Candidat                 | Parti et coalition       | Premier tour | Premier tour | Second tour | Second tour |
| Candidat                                                                                       | Candidat                 | Parti et coalition       | Voix         | %            | Voix        | %           |
|                                                                                                | Vincent Rolland          | LR (UDC)                 | 10 720       | 30,80        | 20 474      | 64,08       |
|                                                                                                | Cédric Morand,           | LFI (NUPES)              | 7 635        | 21,94        | 11 479      | 35,92       |
|                                                                                                | Brice Bernard            | RN                       | 6 870        | 19,74        |             |             |
|                                                                                                | Arthur Empereur          | LREM (ENS)               | 5 470        | 15,72        |             |             |
|                                                                                                | Flora Bussy              | EAC                      | 1 064        | 3,06         |             |             |
|                                                                                                | Anne-Sophie Wurtz        | REC                      | 850          | 2,44         |             |             |
|                                                                                                | Matthieu Ciceri          | DLF (UPF)                | 657          | 1,89         |             |             |
|                                                                                                | Philippe Troutot         | AC (EMP)                 | 644          | 1,85         |             |             |
|                                                                                                | Bertrand Camus           | PA                       | 447          | 1,28         |             |             |
|                                                                                                | Myriam Rahalia           | LO                       | 290          | 0,83         |             |             |
|                                                                                                | Jordan Chenu             | RS (LRDP)                | 156          | 0,45         |             |             |
| Votes valides                                                                                  | Votes valides            | Votes valides            | 34 803       | 98,44        | 31 953      | 95,06       |
| Votes blancs                                                                                   | Votes blancs             | Votes blancs             | 369          | 1,04         | 1 168       | 3,47        |
| Votes nuls                                                                                     | Votes nuls               | Votes nuls               | 184          | 0,52         | 493         | 1,47        |
| Total                                                                                          | Total                    | Total                    | 35 356       | 100          | 33 614      | 100         |
| Abstention                                                                                     | Abstention               | Abstention               | 40 965       | 53,67        | 42 724      | 55,97       |
| Inscrits / participation                                                                       | Inscrits / participation | Inscrits / participation | 76 321       | 46,33        | 76 338      | 44,03       |

### Élections de 2024
Les élections législatives françaises de 2022 se déroulent dimanches 30 juin et 7 juillet 2024.
| Candidat                 | Candidat                 | Parti et coalition       | Nuance                   | Premier tour | Premier tour | Second tour | Second tour |
| Candidat                 | Candidat                 | Parti et coalition       | Nuance                   | Voix         | %            | Voix        | %           |
| ------------------------ | ------------------------ | ------------------------ | ------------------------ | ------------ | ------------ | ----------- | ----------- |
|                          | Vincent Rolland          | LR                       | LR                       | 18 593       | 36,84        | 30 016      | 60,38       |
|                          | Pauline Ract-Brancaz     | RN                       | RN                       | 17 762       | 35,19        | 19 694      | 39,62       |
|                          | Pascale Martinot         | PS (NFP)                 | UG                       | 11 591       | 22,97        | Retrait     | Retrait     |
|                          | Delphine Jaffré          | UNIV (TUPV)              | REG                      | 1 244        | 2,36         |             |             |
|                          | Mathieu Ciceri           | DLF (UPF)                | DSV                      | 488          | 0,97         |             |             |
|                          | Morgane Bettoli          | REC                      | REC                      | 441          | 0,87         |             |             |
|                          | Myriam Rahalia           | LO                       | EXG                      | 350          | 0,69         |             |             |
|                          |                          |                          |                          |              |              |             |             |
| Suffrages exprimés       | Suffrages exprimés       | Suffrages exprimés       | Suffrages exprimés       | 50 469       | 97,81        |             |             |
| Votes blancs             | Votes blancs             | Votes blancs             | Votes blancs             | 746          | 1,45         |             |             |
| Votes nuls               | Votes nuls               | Votes nuls               | Votes nuls               | 385          | 0,75         |             |             |
| Total                    | Total                    | Total                    | Total                    | 51 600       | 100          |             | 100         |
| Abstention               | Abstention               | Abstention               | Abstention               | 24 026       | 31,77        |             |             |
| Inscrits / participation | Inscrits / participation | Inscrits / participation | Inscrits / participation | 75 626       | 68,23        |             |             |

#### Département de la Savoie
- La fiche de l'INSEE de cette circonscription : « Tableaux et Analyses de la deuxième circonscription de la Savoie », sur insee.fr, site de l'Institut national de la statistique et des études économiques (consulté le 10 juin 2007) [PDF]

- « Tous les députés du département de la Savoie depuis 1789 », sur assemblee-nationale.fr, site de l'Assemblée nationale française (consulté le 10 juin 2007)

- « Informations contentieuses sur le département de la Savoie (Élections législatives de 2002) »(Archive.org • Wikiwix • Archive.is • Google • Que faire ?), sur conseil-constitutionnel.fr, site du Conseil constitutionnel (consulté le 13 juin 2007)

#### Circonscriptions en France
- « Carte des circonscriptions législatives en France », sur assemblee-nationale.fr, site de l'Assemblée nationale française (consulté le 10 juin 2007)

- « Résultats électoraux officiels en France »(Archive.org • Wikiwix • Archive.is • Google • Que faire ?), sur interieur.gouv.fr, site du ministère de l'Intérieur (France) (consulté le 13 juin 2007)

- Description et Atlas des circonscriptions électorales de France sur http://www.atlaspol.com, Atlaspol, site de cartographie géopolitique, consulté le 13 juin 2007.